# Scopula amseli
Scopula amseli är en fjärilsart som beskrevs av Edward P. Wiltshire 1967. Scopula amseli ingår i släktet Scopula och familjen mätare. Inga underarter finns listade.